# Cour constitutionnelle de Jordanie
Pour les autres articles nationaux ou selon les autres juridictions, voir Cour constitutionnelle.
La Cour constitutionnelle de Jordanie est une juridiction jordanienne indépendante et spécialisée dont le rôle premier est d'examiner la constitutionnalité des lois conformément à la Constitution du Royaume de Jordanie.

## Historique des organes de contrôle de constitutionnalité en Jordanie
La Cour constitutionnelle est créée en octobre 2012 par le roi Abdallah II de Jordanie dans le sillage du Printemps arabe, afin, selon le monarque d'offrir « une garantie importante pour la séparation des pouvoirs et pour le respect des droits et des libertés des citoyens ». Composée de 9 membres, elle est présidée par Taher Hekmat, un spécialiste du droit qui dirigeait jusqu'alors le conseil d'administration du Centre national des droits de l'homme.